# Carmine Caridi
Carmine Caridi (New York, 23 gennaio 1934 – Los Angeles, 28 maggio 2019) è stato un attore statunitense di origini italiane, specializzato in ruoli da caratterista.

## Carriera
In oltre trenta anni di carriera i ruoli che maggiormente lo rendono noto al grande pubblico sono quelli di Carmine Rosato ne Il padrino - Parte II, e di Alberto Volpe ne Il padrino - Parte III, entrambi diretti da Francis Ford Coppola. Da ricordare anche la partecipazione alla serie tv Saranno famosi (Fame), nel ruolo del padre di Bruno Martelli.
Il suo nome è balzato alle cronache statunitensi nel 2004, per un traffico di copie piratate di grandi successi cinematografici. A seguito di un'indagine della FBI, Caridi è stato condannato ad un risarcimento milionario, ed all'allontanamento dall'Academy, di cui faceva parte, primo caso nella storia dell'associazione che assegna gli Oscar.
È morto il 28 maggio 2019 al Cedars-Sinai Medical Center di Los Angeles dopo essere stato ricoverato a seguito di una caduta e aver contratto una polmonite.

## Filmografia

### Cinema
- Rapina record a New York (The Anderson Tapes), regia di Sidney Lumet (1971)
- La gang che non sapeva sparare (The Gang That Couldn't Shoot Straight), regia di James Goldstone (1971)
- I Could Never Have Sex with Any Man Who Has So Little Regard for My Husband, regia di Robert McCarty (1973)
- Crazy Joe, regia di Carlo Lizzani (1974)
- 40.000 dollari per non morire (The Gambler), regia di Karel Reisz (1974)
- Il padrino - Parte II (The Godfather Part II), regia di Francis Ford Coppola (1974)
- Hollywood Man, regia di Jack Starrett (1976)
- Car Wash - Stazione di servizio (Car Wash), regia di Michael Schultz (1976)
- A proposito di omicidi... (The Cheap Detective), regia di Robert Moore (1978)
- Mr. Too Little, regia di Stuart E. McGowan (1978)
- Una strana coppia di suoceri (The In-Laws), regia di Arthur Hiller (1979)
- Il principe della città (Prince of the City), regia di Sidney Lumet (1981)
- Chi più spende... più guadagna! (Brewster's Millions), regia di Walter Hill (1985)
- Una vacanza di troppo (Summer Rental), regia di Carl Reiner (1985)
- Casa, dolce casa? (The Money Pit), regia di Richard Benjamin (1986)
- Un meraviglioso batticuore (Some Kind of Wonderful), regia di Howard Deutch (1988)
- Boxe (Split Decisions), regia di David Drury (1988)
- Havana, regia di Sydney Pollack (1990)
- Il padrino - Parte III (The Godfather Part III), regia di Francis Ford Coppola (1990)
- Che vita da cani! (Life Stinks), regia di Mel Brooks (1991)
- Femme fatale, regia di Andre R. Guttfreund (1991)
- Bugsy, regia di Barry Levinson (1991)
- Ruby, il terzo uomo a Dallas (Ruby), regia di John Mackenzie (1992)
- Il cane e il poliziotto (Top Dog), regia di Aaron Norris (1995)
- Killer per caso, regia di Ezio Greggio (1997)
- Whacked, regia di Rider McDowell (1997)
- Splendor Falls, regia di Aion Velie (1999)
- Carlo's Wake, regia di Mike Valerio (1999)
- 18 D, regia di Joe Tabb (2000)
- Do It for Uncle Manny, regia di Adam Baratta (2002)
- Nessuno sa nulla (Nobody Knows Anything!), regia di William Tannen (2003)
- Runaways, regia di Brent Bambic (2004)
- Wednesday Again, regia di John Lavachielli (2008)
- Can Frankie Come Out?, regia di Robert Costanzo e David Bacon - cortometraggio (2011)

### Televisione
- La città in controluce (Naked City) – serie TV, episodio 4x7 (1962)
- Onora il padre (Honor Thy Father), regia di Paul Wendkos – film TV (1973)
- Un marito per Tillie (Pete 'n' Tillie), regia di Jerry Belson – film TV (1974)
- Il fantabus (Delancey Street: The Crisis Within), regia di James Frawley – film TV (1975)
- Doc – serie TV, episodio 1x08 (1975)
- Pepper Anderson - Agente speciale (Police Woman) – serie TV, episodio 2x16 (1976)
- Phyllis – serie TV, 25 episodi (1975-1977)
- Good Penny, regia di Joseph Bologna e Dick Harwood – film TV (1977)
- Kojak – serie TV, episodi 2x22-5x04 (1975-1977)
- The Godfather: A Novel for Television – miniserie TV (1977)
- Quincy (Quincy M.E.) – serie TV, episodi 2x10-3x09 (1977)
- Tabitha – serie TV, episodio 1x06 (1977)
- Starsky & Hutch – serie TV, episodio 3x12 (1978)
- Rhoda – serie TV, episodio 4x21 (1978)
- Sword of Justice – serie TV, episodio 1x04 (1978)
- Kiss Phantoms (KISS Meets the Phantom of the Park), regia di Gordon Hessler – film TV (1978)
- The Eddie Capra Mysteries – serie TV, episodio 1x07 (1978)
- Alice – serie TV, episodio 3x15 (1979)
- Dear Detective – serie TV, episodio 1x01 (1979)
- Agenzia Rockford (The Rockford Files) – serie TV, episodio 6x03 (1979)
- Eischied – serie TV, episodio 1x11 (1979)
- Barnaby Jones – serie TV, episodio 8x21 (1980)
- I figli del divorzio (Children of Divorce), regia di Joanna Lee – film TV (1980)
- I'm a Big Girl Now – serie TV, episodio 1x18 (1981)
- Taxi – serie TV, episodi 3x12-3x18 (1981)
- La camera oscura (Darkroom) – serie TV, episodio 1x07 (1981)
- Saranno famosi (Fame) – serie TV, 14 episodi (1982-1983)
- Brothers – serie TV, episodio 1x13 (1984)
- Hill Street giorno e notte (Hill Street Blues) – serie TV, episodio 5x13 (1985)
- Charlie & Co. – serie TV, episodio 1x03 (1985)
- Simon & Simon – serie TV, episodi 4x19-5x19 (1985-1986)
- La famiglia Hogan (Valerie) – serie TV, episodi 1x03-1x08-1x09 (1986)
- Nancy, Sonny & Co. o Roof Garden – serie TV, episodio 3x22 (1986)
- Giudice di notte (Night Court) – serie TV, episodio 4x02 (1986)
- Le signore della piovra (Blood Vows: The Story of a Mafia Wife), regia di Paul Wendkos – film TV (1987)
- Un salto nel buio (Tales from the Darkside) – serie TV, episodio 3x16 (1987)
- Stingray – serie TV, episodio 2x09 (1987)
- Provaci ancora, Harry (The Law and Harry McGraw) – serie TV, episodio 1x07 (1987)
- She's the Sheriff – serie TV, episodio 1x14 (1987)
- 21 Jump Street – serie TV, episodio 2x14 (1987)
- Disneyland – serie TV, episodio 32x20 (1988)
- Starting from Scratch – serie TV, 4 episodi (1988)
- The Flamingo Kid, regia di Richard Rosenstock – cortometraggio TV (1989)
- Open House – serie TV, episodio 1x11 (1989)
- Booker – serie TV, episodio 1x22 (1990)
- La signora in giallo (Murder, She Wrote) – serie TV, episodio 8x05 (1991)
- Due come noi (Jake and the Fatman) – serie TV, episodio 8x13-5x14 (1992)
- The Hat Squad – serie TV, episodio 1x06 (1992)
- Dave's World – serie TV, episodio 4x17 (1997)
- Money Play$, regia di Frank D. Gilroy – film TV (1998)
- NYPD - New York Police Department (NYPD Blue) – serie TV, 15 episodi (1994-1999)
- Mama & Son, regia di Rafael Monserrate – film TV (2005)

## Doppiatori italiani
Nelle versioni in italiano delle opere in cui ha recitato, Carmine Caridi è stato doppiato da:
- Franco Chillemi in Bugsy, La signora in giallo
- Mario Erpichini in 40.000 dollari per non morire
- Sergio Fiorentini ne Il padrino - Parte II
- Michele Gammino in Starsky & Hutch
- Renato Mori ne Il principe della città
- Ferruccio Amendola in Saranno famosi (st. 1)
- Enzo Consoli in Saranno famosi (st. 2)
- Roberto Del Giudice in Una vacanza di troppo
- Mario Bardella in Casa, dolce casa?
- Nino Prester ne Il padrino - parte III
- Bruno Alessandro in Una cenerentola a Palm Beach
- Carlo Sabatini in NYPD - New York Police Department
- Vittorio Di Prima in Killer per caso
- Mario Bombardieri ne Il padrino - Parte II (ridoppiaggio)
- Dario Oppido in 40.000 dollari per non morire (ridoppiaggio)